# Сидорчук Ористлава Григорівна
Ористлава Григорівна Сидорчук (нар. 02 березня 1979, с. Хотячів) — українська політикиня, депутатка Волинської обласної ради, докторка економічних наук, професорка Національного університету «Львівська політехніка». Голова Союзу українок (з 2021 року).

## Життєпис
Народилася 2 березня 1979 року в українській родині у селі Хотячів Володимирського району Волинської області. Батько, Григорій Мартинович Гук, очолював місцевий колгосп «Україна». Мати, Ніна Володимирівна Гук, працювала економісткою.
Освіта:
1985-1996 рр. — Устилузька середня школа Володимир-Волинського району.
1997-2002 рр. — Львівський державний аграрний університет.
2001 р. — Львівський державний аграрний університет, спеціальність «Аграрний менеджмент», кваліфікація — економіст-менеджер з правового забезпечення агропромислового комплексу.
2002 р. — Львівський державний аграрний університет, спеціальність «Менеджмент організацій», кваліфікація — магістр з менеджменту організацій.

## Наукова діяльність
У 2007 році захистила кандидатську дисертацію за спеціальністю «Механізми державного управління» та здобула ступінь кандидата наук з державного управління на тему «Механізми формування соціального капіталу: державно-управлінський аспект», спеціалізована вчена рада Львівського регіонального інституту державного управління НАДУ при Президентові України м. Львів.
У 2019 році захистила докторську дисертацію за спеціальністю «Економіка та управління національним господарством», здобула ступінь доктора економічних наук та продовжила свою наукову й викладацьку діяльність у Львівському регіональному інституті вже на посаді професорки. Тема дисертації: Державне регулювання системи соціальної безпеки в національній економіці України, спеціалізована вчена рада Інституту економіки промисловості Національної академії наук України м. Київ.
- Доктор економічних наук,
- Доцент кафедри державного управління та місцевого самоврядування,
- Професор кафедри державного управління.

У 2023 році призначена завідувачкою кафедри регіонального та місцевого розвитку ІАДУ Львівської політехніки.

## Громадська діяльність
У 2011 році Ористлава Сидорчук стала членкинею Союзу Українок.
Шлях в організації почався з Устилузького осередку, який  очолювала її мати. Ніна Гук була активною громадською діячкою. Впродовж 10 років бере активну участь у різноманітних заходах Союзу Українок, націлених на захист прав та свобод українок та відродження історичних традицій українського народу. Пізніше стала референткою Союзу Українок зі зв’язків з органами публічного управління та релігійними організаціями.
З 2021 року – голова Союзу Українок. Восени її кандидатуру на голову Союзу було розглянуто Всеукраїнською координаційною радою, а в грудні на Звітно-виборному з’їзді в Києві  підтримано делегатками з усієї України.
У 2022 році Ористлава Сидорчук потрапила до Національного рейтингу «100 видатних людей Львівщини».

## Політична діяльність
У 2020 році Ористлава Сидорчук обрана депутаткою Волинської обласної ради від Волинської територіальної організації Політичної партії «Європейська Солідарність».
Членкиня постійної комісії з питань міжнародного співробітництва, зовнішньоекономічних зв’язків та інвестицій. Разом з командою в рамках програми транскордонного співробітництва працює над залученням інвестицій у регіон та займається проєктною діяльністю.